# Kingsclere
Kingsclere är en ort och civil parish i Storbritannien.   Den ligger i grevskapet Hampshire och riksdelen England, i den södra delen av landet, 80 km väster om huvudstaden London. Kingsclere ligger 109 meter över havet och antalet invånare är 3 360.
Terrängen runt Kingsclere är platt. Runt Kingsclere är det ganska tätbefolkat, med 248 invånare per kvadratkilometer. Närmaste större samhälle är Basingstoke, 12,9 km sydost om Kingsclere. Trakten runt Kingsclere består till största delen av jordbruksmark.